# 格雷米·恩吉塔普
格雷米·恩吉塔普（Geremi Sorele Njitap Fotso，簡稱 Geremi，1978年12月20日—），喀麥隆足球運動員，現時是紐卡素和喀麥隆國家足球隊的中場球員，身為喀麥隆的主力中場，從無數場的征伐中自自然然的吸收了豐富的經驗，這是格雷米球技出眾的本錢，能勝任多個位置，如：防守中場、右中場、右後衛等，可謂「全能球员」。

## 生平

### 球會
謝列美曾是皇家馬德里的球員，曾協助球隊取得2001/02年度歐洲聯賽冠軍盃。 其後外借到英超中游份子米杜士堡，在此得到了更加之多人的認同。 於2003年，車路士以700萬英鎊簽入謝列美。
在車路士，謝列美多數出任右後衛，但上陣機會不多。2006/07年球季完結後轉會至紐卡素。

### 國家隊
謝利美曾參與2000年的奧運會、2002年世界杯以及2000年、2002年、2004年非洲國家杯，並且是喀麥隆國家和奧運足球隊取得2000年、2002年非洲國家杯和2000年悉尼奧運會冠軍的主力成員。

## 外部連結
- 足球数据库：格雷米·恩吉塔普的球员统计数据
- BBC profile （页面存档备份，存于）